# Izbor najuspješnijih športaša HOO-a
Izbor najuspješnijih športaša HOO-a Hrvatski olimpijski odbor svake godine dodjeljuje na svečanosti Velikog dana hrvatskog športa, koji se održava u čast 17. siječnja, godišnjice primitka HOO u Međunarodni olimpijski odbor. 
Nagrade se u znak priznanja za športski rezultat u međunarodnoj športskoj konkurenciji i doprinos u afirmaciji hrvatskog športa dojeljuju u kategorijama: športašica i športaš, ženska i muška ekipa, najveća ženska i muška nada hrvatskog športa, športašica ili športaš s invaliditetom, trener te najuspješniji promicatelj Hrvatske u svijetu.

### Dobitnici nagrade
| Godina | Športašica                                      | Športaš                          | Ženska ekipa                                                   | Muška ekipa                                                             | Par, štafeta ili posada                                                                                | Trener                                           | Promicatelj Hrvatske                                                                               | Ženska nada                                        | Muška nada                                                                             | Športaši s invaliditetom                  |
| ------ | ----------------------------------------------- | -------------------------------- | -------------------------------------------------------------- | ----------------------------------------------------------------------- | --- | ------------------------------------------------ | -------------------------------------------------------------------------------------------------- | -------------------------------------------------- | -------------------------------------------------------------------------------------- | ----------------------------------------- |
| 2001.  | Janica Kostelić                                 | Goran Ivanišević                 | Kuglački klub Rijeka                                           | Hrvatski veslački osmerac                                               | | Veselin Đuho                                     | Hrvatska nogometna reprezentacija                                                                  | Sanja Jovanović (plivanje)                         | Zoran Prodanović (atletika)                                                            | Hrvatska rukometna reprezentacija (gluhi) |
| 2002.  | Janica Kostelić                                 | Gordan Kožulj                    | Hrvatska streljačka reprezentacija (samostrel field)           | Hrvatska veslačka reprezentacija (dvojac bez)                           | | Ante Kostelić                                    | Janica Kostelić                                                                                    | Lara Stock (šah)                                   | Edis Elkasević (atletika)                                                              | Mihovil Španja                            |
| 2003.  | Janica Kostelić                                 | Ivica Kostelić                   | Hrvatska stolnoteniska reprezentacija                          | Hrvatska rukometna reprezentacija                                       | | Lino Červar                                      | Hrvatska rukometna reprezentacija                                                                  | Valentina Srša (atletika)                          | Marin Mišura (jedrenje)                                                                | Marija Iveković                           |
| 2004.  | Blanka Vlašić                                   | Duje Draganja                    | Hrvatska streljačka reprezentacija (samostrel field)           | Hrvatska rukometna reprezentacija                                       | | Lino Červar                                      | Hrvatska rukometna reprezentacija                                                                  | Jelena Kovačević (karate)                          | Goran Percan (boćanje)                                                                 | Mihovil Španja                            |
| 2005.  | Janica Kostelić                                 | Ivan Ljubičić                    | Hrvatska stolnoteniska reprezentacija                          | Hrvatska teniska reprezentacija                                         | | Nikola Pilić                                     | Hrvatska nogometna reprezentacija                                                                  | Petra Naranđa (karate) i Danijela Grgić (atletika) | Šime Fantela i Igor Marenić (jedrenje), Marin Čilić (tenis) i Željko Vincek (atletika) | Muška rukometna reprezentacija (gluhi)    |
| 2006.  | Janica Kostelić                                 | Duje Draganja                    | Hrvatska odbojkaška reprezentacija (juniorke)                  | Hrvatska rukometna reprezentacija                                       | | Ante Kostelić                                    | Hrvatska nogometna reprezentacija                                                                  | Danijela Grgić (atletika)                          | Hrvatska rukometna reprezentacija (U-18) i Petar Gorša (streljaštvo)                   | Marija Iveković                           |
| 2007.  | Blanka Vlašić                                   | Ivano Balić i Filip Grgić        | Hrvatska streljačka reprezentacija (samostrel field)           | Hrvatska vaterpolska reprezentacija                                     | | Ratko Rudić                                      | Hrvatska nogometna reprezentacija                                                                  | Danijela Grgić (atletika)                          | Marin Premru (atletika)                                                                | Marija Iveković                           |
| 2008.  | Blanka Vlašić                                   | Filip Ude                        | Hrvatska stolnoteniska reprezentacija                          | Hrvatska rukometna reprezentacija                                       | | Joško Vlašić Bojan Marinović                     | Blanka Vlašić                                                                                      | Martina Zubčić (taekwondo)                         | Marin Premru (atletika)                                                                |                                           |
| 2009.  | Blanka Vlašić                                   | Ivan Kljaković Gašpić            | Hrvatska stolnoteniska reprezentacija                          | Hrvatska rukometna reprezentacija                                       | | Joško Vlašić Bojan Marinović                     | Blanka Vlašić                                                                                      | Sandra Perković (atletika)                         | Dino Mansour (boks)                                                                    |                                           |
| 2010.  | Blanka Vlašić                                   | Ivica Kostelić                   | Hrvatska streljačka reprezentacija (samostrel field)           | Hrvatska vaterpolska reprezentacija                                     | Hrvatska veslačka reprezentacija (četverac na pariće)                                                  | Ante Kostelić                                    | Blanka Vlašić                                                                                      | Barbara Matić (judo)                               | Ivan Capan (plivanje)                                                                  |                                           |
| 2011.  | Ana Zaninović                                   | Ivica Kostelić                   | Hrvatska streljačka reprezentacija (10m zračna puška)          | Hrvatska vaterpolska reprezentacija                                     | Hrvatska jedriličarska reprezentacija (Šime Fantela i Igor Marenić)                                    | Toni Tomas Ante Kostelić                         | Blanka Vlašić                                                                                      |                                                    |                                                                                        |                                           |
| 2012.  | Sandra Perković                                 | Giovanni Cernogoraz              | Hrvatska streljačka reprezentacija (samostrel field)           | Hrvatska vaterpolska reprezentacija                                     | Hrvatska veslačka reprezentacija (četverac na pariće)                                                  | Ivan Ivančić Stjepan Vučković Ratko Rudić        | Hrvatska muška rukometna reprezentacija i Hrvatska ženska rukometna reprezentacija                 |                                                    |                                                                                        |                                           |
| 2013.  | Sandra Perković                                 | Ivica Kostelić                   | Hrvatska karate reprezentacija                                 | Hrvatska vaterpolska reprezentacija                                     | Hrvatska veslačka reprezentacija (četverac na pariće)                                                  | Nikola Bralić Tonći Antunović                    | Domagoj Duvnjak                                                                                    |                                                    |                                                                                        |                                           |
| 2014.  | Sandra Perković                                 | Ivica Kostelić                   | Hrvatska streljačka reprezentacija (samostrel)                 | Hrvatska stolnoteniska reprezentacija                                   | Hrvatska veslačka reprezentacija (dvojac na pariće)                                                    | Ante Kostelić                                    | Hrvatska nogometna reprezentacija                                                                  |                                                    |                                                                                        |                                           |
| 2015.  | Sandra Perković                                 | Giovanni Cernogoraz              | Hrvatska kuglačka reprezentacija                               | Hrvatska vaterpolska reprezentacija                                     | Hrvatska veslačka reprezentacija (dvojac na pariće)                                                    | Edis Elkasević i Nikola Bralić                   | Hrvatska nogometna reprezentacija                                                                  |                                                    |                                                                                        |                                           |
| 2016.  | Sandra Perković                                 | Josip Glasnović                  | Hrvatska karate reprezentacija                                 | Hrvatska vaterpolska reprezentacija                                     | Hrvatska veslačka reprezentacija (dvojac na pariće) i hrvatska jedriličarska reprezentacija (470)      | Edis Elkasević, Nikola Bralić i Edo Fantela      | Hrvatska Davis Cup reprezentacija                                                                  |                                                    |                                                                                        |                                           |
| 2017.  | Sandra Perković                                 | Tin Srbić                        | Hrvatska streljačka reprezentacija (10 m zračna puška)         | Hrvatska vaterpolska reprezentacija                                     | Hrvatska veslačka reprezentacija (dvojac bez kormilara)                                                | Ivica Tucak, Lucijan Krce i Edis Elkasević       | Luka Modrić, Mario Mandžukić, Ivan Rakitić, Dejan Lovren, Mateo Kovačić, Marin Čilić i Dario Šarić |                                                    |                                                                                        |                                           |
| 2018.  | Sandra Perković                                 | Luka Modrić                      | Hrvatska karate reprezentacija                                 | Hrvatska nogometna reprezentacija                                       | Hrvatska veslačka reprezentacija (dvojac bez kormilara)                                                | Zlatko Dalić                                     | Hrvatska nogometna reprezentacija                                                                  |                                                    |                                                                                        |                                           |
| 2019.  | Sandra Perković                                 | Tin Srbić                        | Hrvatska kuglačka reprezentacija                               | Hrvatska vaterpolska reprezentacija                                     | Hrvatska veslačka reprezentacija (dvojac bez kormilara)                                                | Nikola Bralić                                    | Luka Modrić                                                                                        |                                                    |                                                                                        |                                           |
| 2020.  | Karla Prodan i Matea Jelić                      | Tonči Stipanović                 | Hrvatska rukometna reprezentacija                              | Hrvatska rukometna reprezentacija                                       | Hrvatska veslačka reprezentacija (dvojac bez kormilara)                                                | Jozo Jakelić i Nenad Šoštarić                    | nije dodijeljeno                                                                                   |                                                    |                                                                                        |                                           |
| 2021.  | Matea Jelić                                     | Tonči Stipanović                 | Hrvatska karate reprezentacija                                 | Hrvatska teniska reprezentacija                                         | Hrvatska veslačka reprezentacija (dvojac bez kormilara)                                                | Toni Tomas, Nikola Bralić i Vedran Martić        | Mate Pavić i Nikola Mektić                                                                         |                                                    |                                                                                        |                                           |
| 2022.  | Barbara Matić, Lena Stojković i Sandra Perković | Filip Jurišić i Filip Mihaljević | nije izabrana (bez ijedne kandidature iz olimpijskih sportova) | Hrvatska nogometna reprezentacija i Hrvatska vaterpolska reprezentacija | Hrvatska veslačka reprezentacija (dvojac bez kormilara) i Hrvatska jedriličarska reprezentacija (49er) | Zlatko Dalić, Vladimir Preradović i Veljko Laura | Hrvatska nogometna reprezentacija                                                                  |                                                    |                                                                                        |                                           |